# Weinberg (Görlitz)
Der Weinberg (auch: die Weinberge, Weinberggelände oder Obermühlberge) ist eine Erhebung südlich der Görlitzer Kernstadt. Das Gelände erstreckt sich über circa 1,5 Kilometer von der Obermühle im Norden, der sogenannten Weinlache im Süden und der Zittauer Straße im Südwesten. Einst zählten auch die Erhebungen westlich der Zittauer Straße zu dem Weinbergareal. Östlich der Erhebung fließt die Lausitzer Neiße durch den Taleinschnitt. Der höchste Punkt ist der Standort des Blockhauses.

## Bezeichnung
Seinen Namen erhielt der Berg vermutlich durch den Weinanbau, der nachgewiesener Weise seit dem Mittelalter bis in die frühe Neuzeit am Südhang betrieben wurde. 1938 wurde schließlich im Zuge der Germanisierung der Ortsnamen während des Nationalsozialismus die südlich angrenzende Ortschaft Posottendorf-Leschwitz in Anlehnung an Weinlache und Weinberg in Weinhübel umbenannt.

## Historie und Parkanlagen

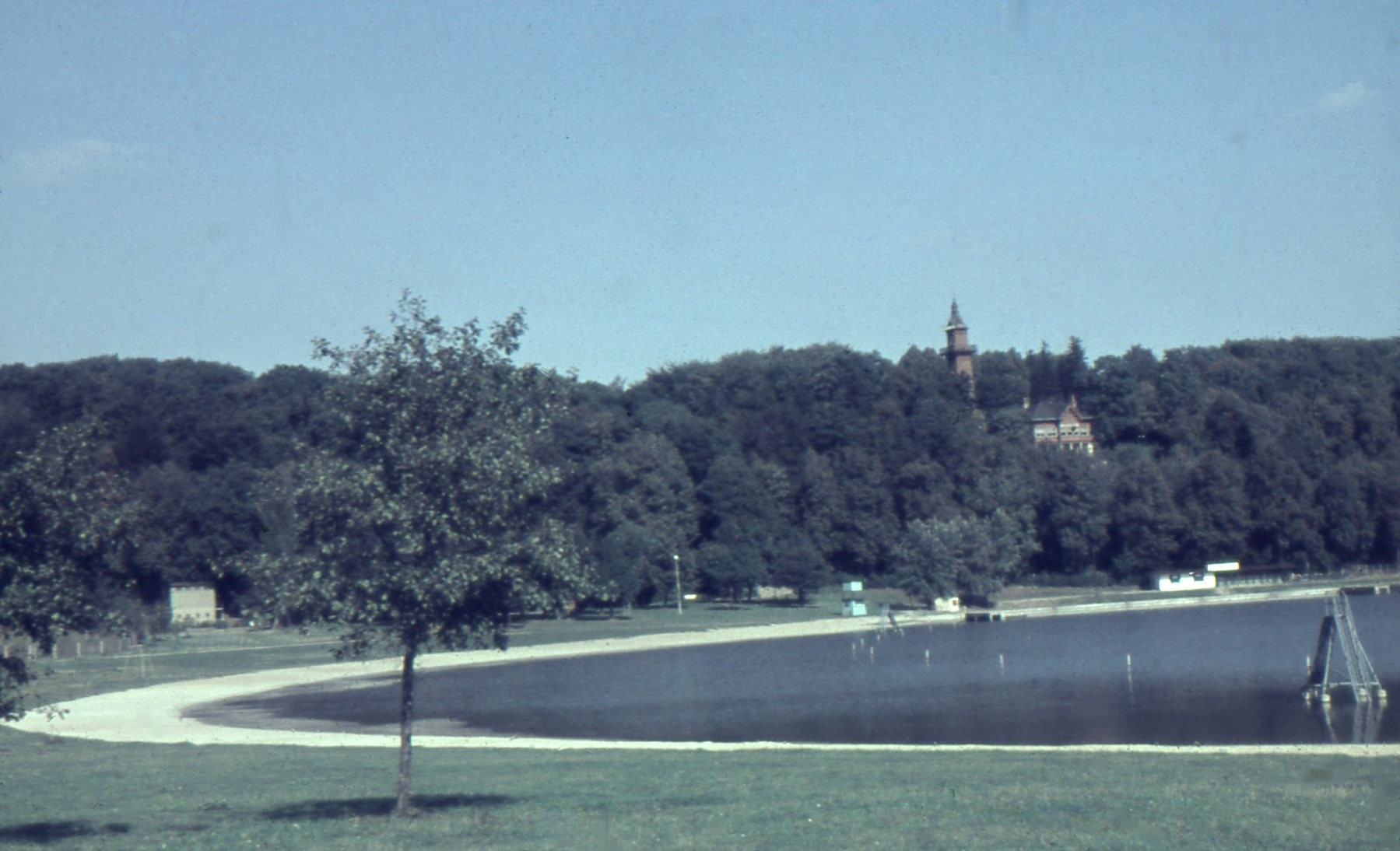
Blick auf das Volksbad an der Weinlache und den Weinberg mit gleichnamigen Restaurant und Turm (um 1970)

Bereits Ende des 14. Jahrhunderts finden sich erste Erwähnungen des Weinberges in den Chroniken. So spricht 1379 eine Quelle von der Besserung der Straße am Weinberg. Im Jahr 1421 wird die Weinlache erstmals erwähnt, bei ihr handelt es sich um einen toten Neißearm. Die Wiesen zwischen Lache und dem südlichen Berghang sowie der südliche Hang des Weinberges gehörten bis etwa 1885 zur Dominium Leschwitz.
An der Zittauer Chaussee soll im 16. Jahrhundert eine Kapelle existiert haben, die einer von Uechtritz zur Sühne eines Brudermordes dort gebaut haben soll. Ein weiterer Gedenkstein erinnerte an die beiden Schlossergesellen Robert und Fritz, von denen der eine den anderen erschlug. Die Kapelle, wie auch das Denkmal existieren heute nicht mehr. Der Stein am Weinberg östlich der Zittauer Straße, der oft mit der Kapelle oder dem Denkmal in Verbindung gebracht wird, war wohl ein zur Chaussee gehörender Grenz- oder Malstein. Ende des 17. Jahrhunderts existierten an der Weinlache zwei Pesthäuser.
1827 entstand auf dem heutigen Gelände der Landskronbrauerei das Pulverhaus. Es diente dem Militär sowie den ansässigen Kaufleuten und befand sich in der heute zugeschütteten Tiefe auf dem heute das Wohngebäude des Brauereidirektors steht. 1869 erwarb die Aktienbrauerei das Gelände, trug das Pulverhaus ab und eröffnete am 20. April 1871 die Brauerei an diesem Standort.
Bereits 1834 regte die Verschönerungsdeputation der Stadt Görlitz eine Gestaltung der Berge an. Bereits seit 1832 gab es eine doppelreihige Allee – die Promenade, die bis zum Blockhaus führte. Über Jahre hinweg erwarb die Stadt Grundstücke am Weinberg und bepflanzte diese mit Laubbäumen und Koniferen.

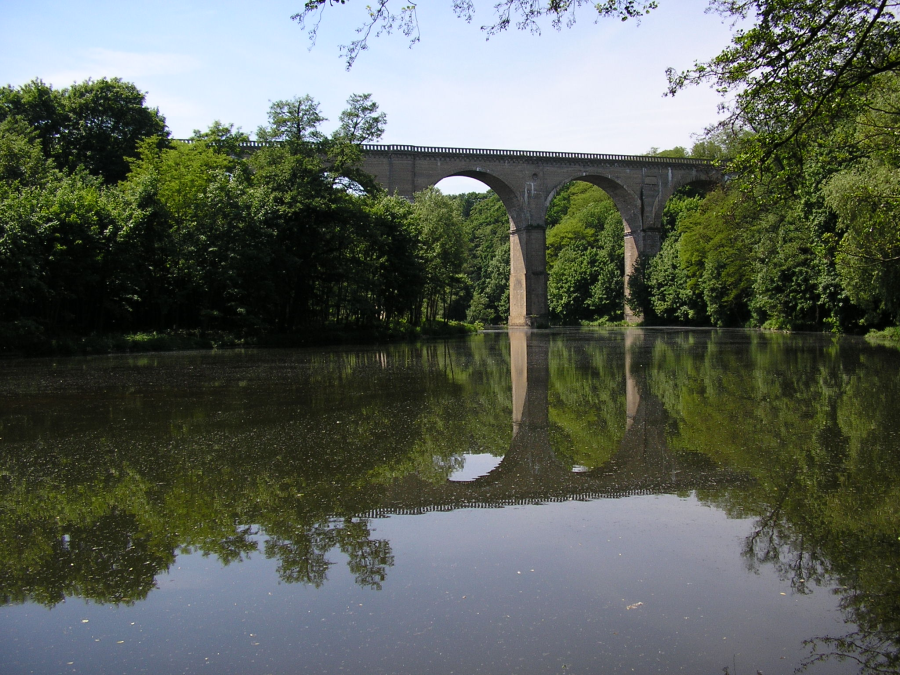
Der Neißeviadukt

Im Jahr 1844 begannen südlich der Obermühle Bauarbeiten für die Querung der Eisenbahnlinie von Görlitz nach Kohlfurt über die Lausitzer Neiße. Der Betrieb über den Eisenbahnviadukt wurde 1. September 1847 aufgenommen. Der Viadukt wurde am 7. Mai 1945 gesprengt und schließlich bis 1957 von polnischen Facharbeitern wieder aufgebaut. Ein weiteres Bauwerk im Zusammenhang mit dem Viadukt war das Blockhaus zum militärischen Schutz des Eisenbahnviaduktes über die Neiße. Das Gebäude sollte einer Besatzung von 80 Mann genügen und sollte in Friedenszeiten der Stadt zur freien Nutzung zur Verfügung stehen. Im Jahr 1856 begannen die Bauarbeiten für das Blockhaus am Viadukt. Nach der Fertigstellung verpachtete die Stadt am 26. Februar 1857 das Blockhaus an einen Gasthofbesitzer, wie es in Friedenszeiten vorgesehen war. Der Gasthofbesitzer Marold richtete in den Räumlichkeiten ein Restaurant ein, das von unterschiedlichen Pächtern bis 1951 weitergeführt wurde. Seit 1954 wird das Gebäude als Kindertagesstätte genutzt.

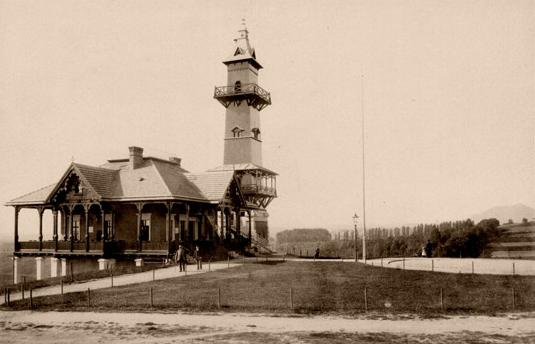
Das Weinberghaus um 1890

Im Jahr 1863 ließ der damalige Besitzer von Leschwitz Demisch ein Gebäude für die Seidenraupenzucht errichten. Es wurde um 1930 abgerissen. Die Stadt Görlitz kaufte die südlichen Weinberghänge Demisch ab und ließ die kahlen Osthänge des Berges bepflanzen. In den Jahren 1889/1890 wurde das Weinberghaus errichtet. Das die folgenden Jahrzehnte als Gastwirtschaft genutzt wurde. Schließlich wurde auch der hölzerne Turm vom Ausstellungsgelände der Industrie- und Gewerbeausstellung des Jahres 1885 auf dem heutigen Lutherplatz neben das Gasthaus umgesetzt. Im Jahr 1907 wurde an der Weinlache eine Badeanstalt eingerichtet. Diese wurde 1945 abgerissen. 1946 wurde Volksbad etwas weiter westlich eröffnet.
Die Gaststätte im Weinberghaus wurde zu DDR-Zeiten durch die Handelsorganisation (HO) betrieben. Auf Grund von Schäden an tragenden Holzelementen musste die Gaststätte schließlich 1988 geschlossen werden. Der Turm wurde bereits einige Zeit zuvor geschlossen. Der Turm ist heute in Trägerschaft eines Vereins und kann bestiegen werden. Das Gasthaus ist äußerlich in einem schlechten Zustand.

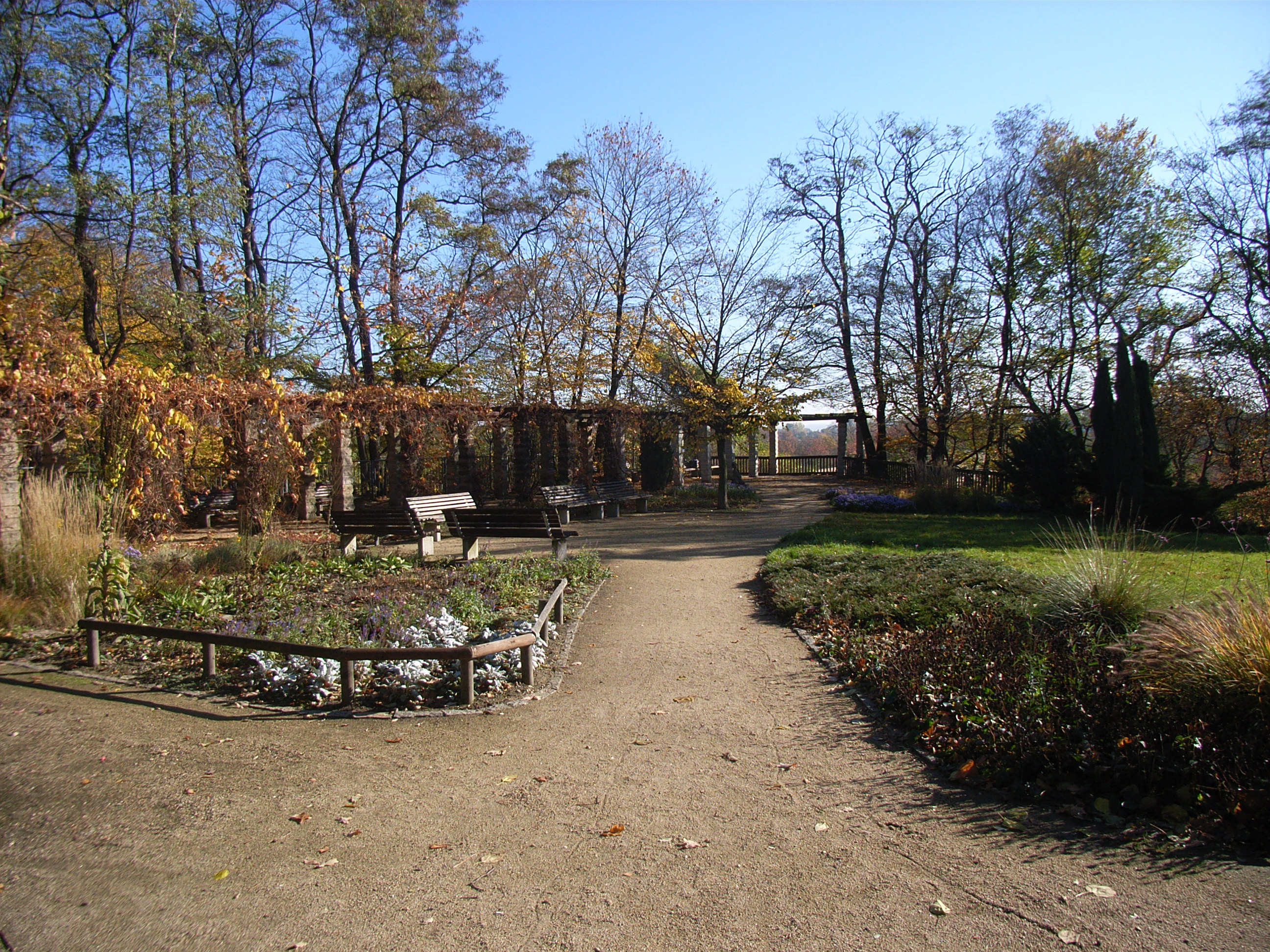
Friedenshöhe

Am 1. Juni 1976 nahm die Görlitzer Oldtimer Parkeisenbahn, damals noch als Pioniereisenbahn, ihren Betrieb auf dem ca. 800 Meter langen Rundkurs auf dem Weinberg auf. Inmitten des Gleisovals der Parkeisenbahn befindet sich ein Denkmal für den Begründer der Deutschen Rassegeflügelzucht Robert Oettel. Vertreter der deutschen Rassegeflügelzüchtervereine enthüllten es anlässlich Oettels 100. Geburtstags 1901.
Ein weiteres Denkmal befand sich in unmittelbarer Nähe des Blockhauses. Es zeigte den Neffen des späteren Kaisers Wilhelm I. – Prinz Friedrich Karl Nikolaus von Preußen. Es wurde 1891 aufgestellt und fiel schon im Jahr 1942 der Rüstungsindustrie zum Opfer. In Nachbarschaft zum Blockhaus befindet sich auch die Friedenshöhe. Umfasste die Friedenshöhe einst das Gelände nördlich und südlich des Blockhauses, so zählt seit der Umgestaltung im Jahr 1952 unter Leitung des städtischen Gartendirektors Henry Kraft zu dem Park nur noch der südliche Teil. Die Aussichtsplattform bietet einen Ausblick auf das Neißetal und das Viadukt. Von ihm aus führt auch ein Weg hinunter zur Neiße.